# Baeoura obtusistyla
Baeoura obtusistyla är en tvåvingeart som beskrevs av Alexander 1969. Baeoura obtusistyla ingår i släktet Baeoura och familjen småharkrankar. Inga underarter finns listade i Catalogue of Life.